# Antin
Antin är en kommun i departementet Hautes-Pyrénées i regionen Occitanien i sydvästra Frankrike. Kommunen ligger i kantonen Trie-sur-Baïse som tillhör arrondissementet Tarbes. År 2022 hade Antin 94 invånare.

## Befolkningsutveckling
Antalet invånare i kommunen Antin
| Referens: INSEE |